# Marcin Sieber
Marcin Sieber (* 31. Januar 1996 in Lichtenstein) ist ein deutscher Fußballspieler. Der Innenverteidiger steht beim Oberligisten VfB Auerbach unter Vertrag.

## Karriere
Sieber begann seine Karriere im Jahr 2002 beim SV 1861 Ortmannsdorf und spielte ab 2005 für die SG Motor Thurm. Im Februar 2008 wechselte er in die Jugend des FC Erzgebirge Aue. Am 12. Dezember 2014 debütierte er beim 1:1 gegen den 1. FC Heidenheim in der 2. Bundesliga. Am 22. April 2015 kam er erstmals für die zweite Mannschaft in der Oberliga NOFV-Süd zum Einsatz. Dabei erzielte er in der 88. Minute per Kopf das Tor zum 2:0-Endstand. In seiner ersten Spielzeit kam Sieber zu drei Zweitliga-Einsätzen und stieg am Saisonende mit der Mannschaft in die 3. Liga ab.
Am 18. Juni 2015 verlängerte Sieber seinen Vertrag in Aue um zwei Jahre. In der Spielzeit 2015/16 wurde er nicht eingesetzt, stieg jedoch als Teil des Kaders mit der Mannschaft in die 2. Bundesliga auf. Ende Januar 2017 wurde er bis Saisonende an den Regionalligisten VfB Auerbach verliehen und anschließend fest verpflichtet.

## Erfolge
FC Erzgebirge Aue
- Aufstieg in die 2. Bundesliga: 2016